# Vacinação contra a COVID-19 em Portugal
A vacinação contra a COVID-19 em Portugal começou a 27 de dezembro de  2020.

## Plano de vacinação
O Governo de Portugal nomeou a 18 de Novembro de 2020, uma task-force liderada por Francisco Ramos (político), ex-secretário de Estado Adjunto e da Saúde, e composta por militares, técnicos dos Serviços Partilhados dos Ministério da Saúde (SPMS), da Direção-Geral da Saúde e do Infarmed, para elaborar o Plano de Vacinação contra a COVID-19. No prazo de 30 dias, a 18 de Dezembro, a task-force apresentou o plano que dividia a vacinação em três fases, conforme a prioridade das pessoas a ser vacinadas. A 3 de fevereiro de 2021, Francisco Ramos demite-se da função de coordenador, após a detecção de irregularidades na selecção de pessoas a vacinar-se durante a primeira fase no Hospital da Cruz Vermelha, instituição de que Ramos era CEO. O governo nomeou o Vice-Almirante Henrique Gouveia e Melo para o substituir, cargo que ocupou até à extinção da task force, a 28 de setembro de 2021.

### Fases
As fases e grupos prioritários foram definidas pela task force, com possibilidade de ajustamento conforme as várias vacinas forem ficando disponíveis.
- Fase 1: 
  - A partir de dezembro de 2020
    - Profissionais de saúde envolvidos na prestação de cuidados a doentes;
    - Profissionais das forças armadas, forças de segurança e serviços críticos;
    - Profissionais e residentes em Estruturas Residenciais para Pessoas Idosas (ERPI) e instituições similares;
    - Profissionais e utentes da Rede Nacional de Cuidados Continuados Integrados (RNCCI).

  - A partir de fevereiro de 2021:
    - Pessoas com idade igual ou superior a 50 anos, com pelo menos uma das seguintes patologias:
      - Insuficiência cardíaca;[nota 1]
      - Doença coronária;
      - Insuficiência renal (Taxa de Filtração Glomerular < 60ml/min);[nota 2]
      - Doença pulmunar obstrutiva crónica (DPOC) ou doença respiratória crónica sob suporte ventilatório e/ou oxigenoterapia de longa duração.[nota 3]

    - Pessoas com 80 ou mais anos de idade.[nota 4]
- Fase 2
  - A partir de abril de 2021:
    - Pessoas de idade ≥65 anos (que não tenham sido vacinadas previamente);
    - Pessoas entre os 50 e os 64 anos de idade, inclusive, com pelo menos uma das seguintes patologias:
      - Diabetes;
      - Neoplasia maligna ativa;
      - Doença renal crónica (Taxa de Filtração Glomerular > 60ml/min);
      - Insuficiência hepática;
      - Hipertensão arterial;
      - Obesidade;
      - Outras patologias com menor prevalência que poderão ser definidas posteriormente, em função do conhecimento científico.
- Fase 3
  - Após a conclusão da fase 2:
    - Toda a restante população elegível, que poderá ser igualmente priorizada.[9]

## Vacinas usadas
A aprovação de vacinas no espaço da União Europeia é feita pela Agência Europeia do Medicamento (EMA), tendo a primeira vacina contra a COVID-19, a Tozinameran da Pfizer/BioNTech sido aprovada a 21 de Dezembro de 2020. Em concertação com outros países da UE, Portugal começou a vacinação e 27 de Dezembro, tendo sido então vacinados profissionais de saúde, directamente em contacto com doentes COVID. O primeiro português a ser vacinado foi António Sarmento, director do serviço de doenças infecciosas do Hospital de São João.
| Empresa         | Tipo de vacina              | Condições de armazenamento   | Doses       |
| BioNTech/Pfizer | mRNA                        | -70º C                       | 4,5 milhões |
| Moderna         | mRNA                        | -20º C e 30 dias de 2 a 8º C | 1,8 milhões |
| Astrazeneca     | Vetor viral não-replicativo | 2 a 8º C                     | 6,9 milhões |
| Janssen         | Vetor viral não-replicativo | 2 a 8º C                     | 4,5 milhões |
| Curevac         | mRNA                        | -60º C a 4 meses de 2 a 8º C | 5,1 milhões |
| Sanofi/GSK      | Sub-unidade proteica        | 2 a 8º C                     | a definir   |

## Execução do plano
As instruções iniciais da Pfizer/BioNTech indicavam que a partir de cada frasco poderiam ser preparadas cinco doses de vacinas. No entanto, uma preparação optimizada permite que cada frasco forneça seis doses da vacina, permitindo que mais pessoas sejam vacinadas numa altura em que vacinas ainda escasseavam. Em Portugal, segundo o ministério da Saúde, esse procedimento já era prática generalizada a 30 de Dezembro de 2020, quando a Pfizer fez um pedido à EMA  para mudar as instruções para reflectir a possibilidade de preparar seis doses por frasco, caso a preparação fosse feita com seringas de baixo volume. Esse pedido foi aprovado a 8 de janeiro de 2021. Em Portugal, o Infarmed tinha publicado uma nota, logo a 30 de Dezembro, autorizando a preparação de 6 doses por frasco, seguindo uma solução própria.
De modo a acelerar a primeira fase, e por terem sido recebidas menos doses do que as contratualizadas, as recomendações para a segunda toma da vacina da Pfizer/BioNTech foi alterada de modo a permitir um maior espaçamento entre tomas, passando dos 21 para 41 dias, com o aval da farmacêutica e da Agência Europeia do Medicamento.  A vacinação em lares de terceira idade a residentes e funcionários terminou no final de janeiro de 2021. 
A inclusão de todos os maiores de 80 anos, mesmo que não tenham outras comorbidades foi decidida em janeiro, e aplicado em fevereiro de 2021, após pedidos de especialistas na área da saúde e partidos da oposição, e tendo em conta o objectivo da União Europeia de vacinar até março de 2021 pelo menos 80% de pessoas com mais de 80 anos de idade.
Os titulares de cargos políticos, como órgãos de soberania e autarquias, assim como forças de segurança (GNR e PSP) e bombeiros foram também incluídos na primeira fase de vacinação, no eixo denominado "Resiliência do Estado". A sua vacinação começou em fevereiro de 2021.
Os professores de ensino básico e secundário, assim como pessoal não docente das escolas foram também posteriormente incluídos na primeira fase de vacinação. A inclusão destes foi justificada pela necessidade de abertura de escolas após o confinamento. Da mesma forma, pessoas com Trissomia 21 foram incluídas na segunda fase de vacinação, "pelo risco acrescido de evolução para covid-19 grave".
A terceira fase foi iniciada em 

## Agendamento
O agendamento dos utentes estava inicialmente a ser feito pelos centros de saúde, sendo eles os responsáveis pelo listagem dos utentes com as comorbilidades e idades prioritárias nas primeiras fases de vacinação. Após a sinalização dos utentes prioritários, um sms era enviado para o telemóvel de contacto avisando da seleção e pedindo confirmação do interesse em ser vacinado. A 26 de fevereiro, mais de 30 mil sms's foram enviados com uma taxa de resposta de 55%, entre as quais 2,47% recusaram a oferta de vacinação.
Na segunda fase, foi criado um site que permite aos utentes fazer marcação automática da sua própria vacinação, de acordo com a disponibilidade dos centros de vacinação entretanto instalados em vários locais do país.

## Armazenamento e distribuição
A 26 de Dezembro de 2021, as primeiras vacinas foram guardadas num armazém em Montemor-o-Velho, distrito de Coimbra, sob forte aparato policial. Foram transportadas numa carrinha de transporte especial a partir de Espanha, passando pela fronteira em Vilar Formoso, e sendo escoltada por carrinhas da Guarda Nacional Republicana (GNR). A distribuição para o resto do país foi depois feito a partir deste armazém. 
No dia 28 de Dezembro, após o transporte das vacinas para o Hospital de Évora sob escolta da GNR, a carrinha de transporte foi impedida de sair pela Polícia de Segurança Pública, que argumentava ter a jurisdição sobre a escolta em ambiente urbano. O caso foi desbloqueado pela chefias das duas forças de segurança que decidiram fazer uma escolta conjunta à carrinha até aos hospitais do Baixo Alentejo e Algarve. O Ministro da Administração Interna, Eduardo Cabrita decretou "a abertura de um inquérito urgente por parte da Inspeção-Geral da Administração Interna". Situações semelhantes no entanto, continuaram a ocorrer nos dias seguintes em várias localidades, como Barcelos, Caldas da Rainha, Lisboa, Portalegre e Viana do Castelo. O inquérito acabaria arquivo em 1 de junho de 2021, por "não haver matéria disciplinar", segundo a Inspectora-Geral da Administração Interna, Anabela Cabral Ferreira. Foram no entanto emitidas recomendações para a melhoria da cooperação entre as forças de segurança.